# Giovanna d'Armagnac
Giovanna d'Armagnac, duchessa di Berry (1346 circa – Poitiers, 30 gennaio 1388), è stata una nobildonna francese della Casa d'Armagnac.
Era la figlia maggiore del conte Giovanni I d'Armagnac e della contessa di Charolais Beatrice di Clermont, nipote di Roberto di Clermont. Nel 1360 sposò il duca Giovanni I di Berry.

## Matrimonio e discendenza
Entrò nella casa di Valois attraverso il suo matrimonio, essendo Giovanni di Berry il terzo figlio del re Giovanni II il Buono e della sua prima moglie Bona di Lussemburgo. Il matrimonio avvenne il 24 giugno 1360, il giorno prima della partenza di Giovanni di Berry per l'Inghilterra, dove fu dato in ostaggio agli inglesi dopo la disastrosa sconfitta di Poitiers e dove rimase prigioniero fino al 1367. Giovanna portò in dote centomila fiorini d'oro.
Dal matrimonio nacquero sette figli:
- Bona di Berry (1367-1435[2]), viscontessa di Carlat e di Murat; sposò Amedeo VII di Savoia nel 1377 e fu madre di Amedeo VIII di Savoia, antipapa con il nome di Felice V; sposò poi nel 1393 suo cugino Bernardo VII d'Armagnac;
- Giovanna, morta giovane intorno al 1375[3];
- Carlo, conte di Montpensier (1362-1382);
- Beatrice, morta all'età di pochi mesi nell'aprile del 1374[3];
- Giovanni (1377-1397), conte di Montpensier; nel 1386 sposò Caterina di Francia, figlia del re Carlo V, poi nel 1390 Anna di Borbone;
- Luigi, morto giovane[3];
- Maria, (1375[3] –1434), duchessa d'Auvergne e contessa di Montpensier, sposata tre volte: nel 1386 a Luigi III di Châtillon, morto nel 1391; nel 1393 a Filippo d'Artois, conte di Eu - la loro figlia, Bonne d'Artois, sarà la seconda moglie di Filippo il Buono, duca di Borgogna; nel 1401 al duca Giovanni I di Borbone.

## Ascendenza
|                        |                     |                              | Genitori                     |  |  | Nonni |  |  | Bisnonni              |  |  | Trisnonni |  |
|                        |                     |                              |                              |  |  |       |  |  | Gerardo VI d'Armagnac |  |  | …         |  |
|                        |                     |                              |                              |  |  |       |  |  | Gerardo VI d'Armagnac |  |  | …         |  |
|                        |                     | Pincelle/Pucelle d'Albret    |                              |  |  |       |  |  | Gerardo VI d'Armagnac |  |  |           |  |
| Bernardo VI d'Armagnac |                     |                              |                              |  |  |       |  |  | Gerardo VI d'Armagnac |  |  |           |  |
|                        |                     | Mathe di Béarn               | Gastone VII di Béarn         |  |  |       |  |  |                       |  |  |           |  |
|                        |                     | Mathe di Béarn               | Gastone VII di Béarn         |  |  |       |  |  |                       |  |  |           |  |
|                        |                     | Mathe di Béarn               | Mathe di Matha               |  |  |       |  |  |                       |  |  |           |  |
| Giovanni I d'Armagnac  |                     | Mathe di Béarn               |                              |  |  |       |  |  |                       |  |  |           |  |
|                        |                     | Enrico II di Rodez           | Ugo IV di Rodez              |  |  |       |  |  |                       |  |  |           |  |
|                        |                     | Enrico II di Rodez           | Ugo IV di Rodez              |  |  |       |  |  |                       |  |  |           |  |
|                        |                     | Enrico II di Rodez           | Isabelle de Roquefeuil       |  |  |       |  |  |                       |  |  |           |  |
| Cecilia di Rodez       |                     | Enrico II di Rodez           |                              |  |  |       |  |  |                       |  |  |           |  |
|                        |                     | Mascarose di Comminges       | Bernardo VI di Comminges     |  |  |       |  |  |                       |  |  |           |  |
|                        |                     | Mascarose di Comminges       | Bernardo VI di Comminges     |  |  |       |  |  |                       |  |  |           |  |
|                        |                     | Mascarose di Comminges       | Teresa                       |  |  |       |  |  |                       |  |  |           |  |
| Giovanna d'Armagnac    |                     | Mascarose di Comminges       |                              |  |  |       |  |  |                       |  |  |           |  |
|                        | Roberto di Clermont | Luigi IX di Francia          |                              |  |  |       |  |  |                       |  |  |           |  |
|                        | Roberto di Clermont | Luigi IX di Francia          |                              |  |  |       |  |  |                       |  |  |           |  |
|                        | Roberto di Clermont | Margherita di Provenza       |                              |  |  |       |  |  |                       |  |  |           |  |
| Giovanni di Charolais  | Roberto di Clermont |                              |                              |  |  |       |  |  |                       |  |  |           |  |
|                        |                     | Beatrice di Borgogna-Borbone | Giovanni di Borgogna-Borbone |  |  |       |  |  |                       |  |  |           |  |
|                        |                     | Beatrice di Borgogna-Borbone | Giovanni di Borgogna-Borbone |  |  |       |  |  |                       |  |  |           |  |
|                        |                     | Beatrice di Borgogna-Borbone | Agnese di Borbone-Dampierre  |  |  |       |  |  |                       |  |  |           |  |
| Beatrice di Clermont   |                     | Beatrice di Borgogna-Borbone |                              |  |  |       |  |  |                       |  |  |           |  |
|                        |                     | Rinaldo II di Dargies        | …                            |  |  |       |  |  |                       |  |  |           |  |
|                        |                     | Rinaldo II di Dargies        | …                            |  |  |       |  |  |                       |  |  |           |  |
|                        |                     | Rinaldo II di Dargies        | …                            |  |  |       |  |  |                       |  |  |           |  |
| Giovanna di Dargies    |                     | Rinaldo II di Dargies        |                              |  |  |       |  |  |                       |  |  |           |  |
|                        |                     | Agnese di Bruyères           | …                            |  |  |       |  |  |                       |  |  |           |  |
|                        |                     | Agnese di Bruyères           | …                            |  |  |       |  |  |                       |  |  |           |  |
|                        |                     | Agnese di Bruyères           | …                            |  |  |       |  |  |                       |  |  |           |  |
|                        |                     | Agnese di Bruyères           |                              |  |  |       |  |  |                       |  |  |           |  |